# Movimiento al Socialismo (Bolivia)
El Movimiento al Socialismo – Instrumento Político por la Soberanía de los Pueblos (MAS–IPSP) o conocido simplemente como Movimiento al Socialismo, es un partido político boliviano de izquierda fundado en 1997 y presidido actualmente por Grover García. El MAS-IPSP ha gobernado Bolivia desde enero de 2006, tras su primera victoria en las elecciones de diciembre de 2005 hasta la crisis política en noviembre de 2019; y después en noviembre de 2020 con la victoria de Luis Arce en las elecciones de octubre.
El partido surgió del movimiento para defender los intereses de los cultivadores de coca. Evo Morales articuló los objetivos de este, de la mano de organizaciones populares con la necesidad de lograr la unidad plurinacional y desarrollar una nueva ley de hidrocarburos que garantice el 50 % de los ingresos a Bolivia.
Durante el gobierno de Arce, el partido se dividió en dos facciones: el «bloque renovador», que defiende la gestión de Luis Arce y buscan la renovación de liderazgo en el partido, la cual esta presidida por Grover Garcíay los «radicales», que defienden el liderazgo de Morales y buscan su reelección. Posteriormente el Tribunal Constitucional Plurinacional reconoció la presidencia de García, desconociendo la de Morales.

## Monopolio político del Movimiento al Socialismo (MAS-IPSP)
El término monopolio político del Movimiento al Socialismo (MAS-IPSP) se utiliza en el análisis político boliviano para describir la posición dominante que ha ocupado ese partido en el sistema político nacional desde la elección de Evo Morales en 2005. No se refiere a un monopolio económico, sino a una concentración sostenida de poder electoral, institucional y territorial.
El MAS-IPSP consolidó una amplia base social —principalmente movimientos indígenas, organizaciones campesinas y sectores populares urbanos— que le permitió obtener mayorías electorales y un control significativo de los órganos legislativos y de varias administraciones subnacionales. Esta preeminencia le permitió impulsar reformas constitucionales y políticas públicas con relativa continuidad durante largos periodos.

## Historia

### Origen y fundación (1987-1997)
En 1987 una línea de izquierda de la Falange Socialista Boliviana seguidora de David Añez Pedraza y Filemón Escóbar se escinde formando el partido Movimiento al Socialismo-Unzaguista (MAS-U). El MAS-U heredó el color azul de la bandera de la Falange Socialista Boliviana. El MAS-U en su origen pretendió dar coherencia a las reivindicaciones de los cocaleros, cultivadores de la planta sagrada en las culturas andinas, en una estrategia centrada en la oposición a los gobiernos de ese periodo, pero a medida que estos gobiernos se fueron haciendo más permeables a las exigencias indígenas, sus tesis fueron dando paso a su actual doctrina de izquierda, también llamado «capitalismo de Estado andino»:

«Una economía de mercado con una fuerte función desarrollista y proteccionista del estado, dentro de una superestructura política burguesa».

Posteriormente, en 1995 en Cochabamba se funda el MAS, eliminando por motivos prácticos la letra U de unzaguista de las siglas del partido para desmarcarse así de su pasado falangista.

### Primeros años y ascenso de Evo Morales (1997-2005)
Para las elecciones de 1997, el MAS un partido fundado por Filemón Escobar se alió con otros partidos indigenistas del incipiente movimiento cocalero. Fue ese año, cuando bajo la presión de las fechas electorales, se necesitó un partido ya registrado, por lo que se decidió que el MAS, que ya tenía sus siglas legalizadas, se fusionase, a su vez, con el Instrumento de Soberanía Popular y la Confederación de Trabajadores del Trópico Cochabambino. Por ello fue refundado el 23 de julio de 1997 bajo la nueva dirección de Juan Evo Morales Ayma. Morales, nacido en Oruro el 26 de octubre de 1959 y de origen uru, era en ese entonces presidente de la Confederación de Trabajadores del Trópico Cochabambino. La estrategia daría sus frutos, ese mismo año Evo Morales llega al Parlamento como diputado por Cochabamba con el 70% de los votos.
De esta manera el MAS lideró gran parte de las protestas sociales ocurridas en Bolivia en los primeros años del siglo XXI, reclamando la recuperación de la propiedad estatal plena sobre el gas y otros hidrocarburos, dados en concesión a empresas privadas durante el gobierno de Gonzalo Sánchez de Lozada (1993 a 1997).
En las elecciones legislativas de 2002 el candidato para la presidencia Evo Morales obtuvo el 20,9%, quedando en segundo lugar después de Gonzalo Sánchez de Lozada, pero la votación legislativa halló a todas las otras fuerzas políticas aunadas en convertir a Sánchez de Losada en presidente.
En octubre de 2003 la población de El Alto se levantó contra la salida del gas boliviano por un puerto de Chile, la revuelta popular no tuvo liderazgos aunque los medios de prensa otorgaron cierta relevancia al radical líder campesino Felipe Quispe, los presidentes de las Juntas Vecinales de El Alto FEJUVE y el secretario general de la Central Obrera Boliviana Jaime Solares, Evo Morales se encontraba fuera de Bolivia.
En las elecciones presidenciales del 18 de diciembre de 2005, en un récord de participación, Evo Morales, contra todos los pronósticos, obtuvo casi el 54% de los votos, lo que le permitió acceder a la presidencia de la República. Asumió el poder el 22 de enero de 2006. Es el segundo mandatario boliviano en la historia de la República, elegido por mayoría absoluta de votos (el primero fue Víctor Paz Estenssoro en 1960).
Morales ha despertado interés en el mundo por ser el primer mandatario de origen indígena en la historia de Bolivia, a lo que se suma su propuesta de realizar cambios radicales en las estructuras de variados ámbitos nacionales.

### Gobierno de Evo Morales (2005-2019)

#### Llegada al poder
Desde que asumió el cargo, el gobierno del MAS-IPSP enfatizó por la modernización del país, promoviendo la industrialización, la mayor intervención estatal en la economía, la inclusión social y cultural y la redistribución de los ingresos de los recursos naturales a través de diversos programas de servicios sociales.
Cuando se formó el primer gabinete, el MAS-IPSP tenía a Andrés Soliz Rada como ministro de Hidrocarburos, David Choquehuanca como ministro de Asuntos Exteriores, Casimira Rodríguez como ministro de Justicia, Salvador Ric Reira como ministro de Obras Públicas y Servicios, Hugo Salvatierra como ministro de Desarrollo Rural, Álex Gálvez Mamami como ministro de Trabajo, Abel Mamami como ministro de Agua, Félix Patzi como ministro de Educación, Felipe Cáceres como viceministro de Defensa Social, Alicia Muñoz como ministro de Gobierno, Juan Ramón Quintana como ministro de la Presidencia, Carlos Villegas como ministro de Economía Planificación y Walter Villarroel como ministro de Minería. Dos históricos del MAS-IPSP, Santos Ramírez y Edmundo Novillo (desde que fue elegido gobernador de Cochabamba en abril de 2010 en las elecciones locales), se convirtieron en el presidente del Senado y de la Cámara de Diputados, respectivamente.
Las elecciones de 2006 a la Asamblea Constituyente consolidaron aún más la posición del MAS-IPSP como la fuerza dominante en la política boliviana. Después de las elecciones, Román Loayza Caero se convirtió en el jefe de la facción MAS-IPSP en la Asamblea Constituyente.
En 2007 MAS-IPSP pudo registrarse como MAS-IPSP en el CNE.
El 10 de agosto de 2008 se realizó un referéndum de voto de confianza sobre los cargos del presidente Morales, vicepresidente García Linera y diferentes prefectos. Morales y García Linera obtuvieron su mandato afirmado por amplia mayoría, alcanzando el 83% de los votos en La Paz y el 71% de los votos en Cochabamba a su favor. Pero también obtuvieron un apoyo significativo en los departamentos de ' Media Luna ' (Santa Cruz 41%, Beni 44%, Pando 53% y Tarija 50%), lo que indica la consolidación de MAS-IPSP como fuerza política nacional.

#### Constitución Política del Estado
En las elecciones regionales de 2010, el MAS-IPSP ganó el cargo de gobernador en seis departamentos (La Paz, Oruro, Potosí, Pando, Chuquisaca y Cochabamba) y terminó en segundo lugar en los otros tres (Santa Cruz, Tarija y Beni). En Chuquisaca MAS-IPSP había llevado a un joven de 29 años de edad, Esteban Urquizu como candidato a gobernador. Urquizu ganó con el 53.9% de los votos, convirtiéndose en el gobernador más joven de la historia boliviana. En el departamento de La Paz, MAS-IPSP abandonó a su candidato Félix Patzi poco antes de las elecciones, después de que Patzi fuera arrestado por conducir ebrio.
La elección también estuvo marcada por las candidaturas de los disidentes MAS-IPSP. El cofundador de MAS-IPSP, Lino Villca, había fundado el Movimiento por la Soberanía (MPS), que impugnó las elecciones. Otros ex activistas de MAS-IPSP involucrados en la fundación del MPS incluyen a Óscar Chirinos, Miguel Machaca y Rufo Calle.
Desde las elecciones presidenciales de 2014 el MAS renovó sus movimientos sociales y planteó un movimiento juvenil renovado, denominado Juventudes del MAS (Direcciones Departamentales de Juventudes en los 9 departamentos) entre ellos: "Generación Evo", "Columna Sur", Jóvenes por la Dignidad, entre otros. Estas secretarias departamentales de Juventudes conglomeran a diferentes movimientos sociales jóvenes como también diferentes colectivos políticos como una plataforma renovada de la política boliviana.

### Presencia en el Perú
En 2021, el medio de comunicación peruano Panorama tuvo acceso a seis cartas membretadas del MAS-IPSP CUSCO, señalando que el MAS-IPSP tendría sede de operaciones en Cusco. La polémica se desató por una serie de cartas membretadas enviadas por Isabel Ara Condori, representante de esa sede de operaciones, mediante la cual se sugiere al presidente Luis Arce que tome en cuenta a un residente boliviano en Perú, llamado Cecilio Máximo Ilasaca para ser designado como cónsul boliviano en Cusco.

### Restructuración del partido

#### "Moderados" (facción arcista)
El 4 de octubre de 2023, Luis Arce y David Choquehuanca fueron expulsados del Movimiento al Socialismo por la directiva presidida por Evo Morales, ante su negativa a asistir al congreso que se celebró en Cochabamba. Momento el cual se empezó a denotar la existendia de dos facciones por un lado una facción "evista" que defiente el liderazgo de Morales, y por otro lado una facción "arcista" que no reconocía la expulsión de Arce y Choquehuanca del MAS-IPSP.Posteriormente la facción arcista se empezó a denominar "Bloque Renovador", nombrando a Grover García como presidente del partido.

#### "Radicales" (facción evista)
Con la formación del bloque renovador, la facción masista leal a Evo Morales, empezó a ser denominada como los «radicales», la cual estuvo presidida por Morales.Por lo que por algún tiempo el MAS-IPSP tuvo dos directivas paralelas, hasta que un fallo del TCP que reconoció la presidencia de Grover García como único presidente del partido.Esta decision provocó que Morales junto a sus seguidores decidieran renunciar al partido, para crear una nueva sigla o aliarse con un partido existente, posteriormente se anunció la creación de la sigla EVO Pueblo.

## Organización
La IPSP fue fundada como un "instrumento político", una organización distinta de los partidos políticos tradicionales. Hervé do Alto define la organización como un partido político y una federación de movimientos sociales al mismo tiempo.

### Liderazgo
La Dirección Nacional (DN) del MAS-IPSP es conformada de forma democrática a través de asambleas, encuentros departamentales y nacionales. Cabe destacar que el MAS-IPSP no se ha consolidado institucionalmente en la forma en que se ha desarrollado el Partido de los Trabajadores (PT) en Brasil, que también surgió como respuesta a las demandas sociales, sobre todo de las personas en condición económica más desfavorable. La cláusula 42 de los Estatutos Orgánicos del MAS-IPSP establecía que los candidatos en las elecciones nacionales y locales debían ser elegidos por votación directa en las asambleas. La mayoría de las candidaturas del MAS-IPSP en las elecciones de 1999 y 2002 fueron seleccionadas a través de este método. Sin embargo, algunos candidatos en las elecciones de 2002 y 2005 fueron nombrados directamente por Morales.
Actualmente el liderazgo del MAS-IPSP esta en disputa, entre el «bloque renovador», que defiende la gestión de Luis Arce y buscan la renovación de liderazgo en el partido, la cual esta presidida por Grover García, y los «radicales», que defienden el liderazgo de Morales y buscan su reelección.

#### Presidentes del partido
| Nombre             | Presidencia                             | Nota |
| ------------------ | --------------------------------------- | --- |
| David Áñez Pedraza | Vitalicia                               | Se mantuvo como presidente vitalicio desde la fundación del MAS-IPSP. |
| Evo Morales        | 23 de julio de 1997 - 5 de mayo de 2024 | Morales llega a la cabeza del partido instrumento político como representante de las Seis Federaciónes del Trópico de Cochabamba. |
| Grover Garcia      | Desde el 5 de mayo de 2024              | García llega a la cabeza del instrumento político como representante de la Confederación Sindical Única de Trabajadores Campesinos de Bolivia (CSUTCB). Fue electo por la facción arcista.Presidencia reconocida por la Sentencia Constitucional 0776/2024-S4 del 14 de noviembre de 2024 |

### Organizaciones miembro
Las organizaciones fundadoras de MAS-IPSP son CSUTCB, CSCB y la federación Bartolina Sisa. En el sexto congreso MAS-IPSP, celebrado en noviembre de 2006, se admitieron cuatro nuevas organizaciones como miembros del MAS-IPSP: Confederación Nacional de Maestros Rurales, Confederación Nacional de Ríos y Jubilados y Confederación Nacional de la Micro y Pequeña Empresa (Conamype).
El séptimo congreso de MAS-IPSP se celebró del 10 al 12 de enero de 2009. En este congreso se incorporaron a dos organizaciones como nuevos miembros del MAS-IPSP; La Federación Nacional de Cooperativas Mineras (Fencomin, que reclama una membresía de alrededor de 40.000) y el Centro Regional de Trabajadores (COR) de El Alto. El Centro Obrero Boliviano (COB) y el Consejo Nacional de Ayllus y Markas de Qullasuyu (CONAMAQ) no forman parte del MAS-IPSP, sino que apoyan al gobierno.

### Coaliciones
El MAS-IPSP dirigió una lista electoral conjunta con el Movimiento Sin Miedo (MSM) en las elecciones nacionales de 2009. Poco después, Evo Morales rompió públicamente con los MSM y sus representantes en la Asamblea Legislativa Plurinacional ahora forman un bloque independiente.[cita requerida]
Las tres organizaciones fundadoras del MAS-IPSP están unidas por el CONAMAQ y la Confederación de Pueblos Indígenas de Bolivia (CIDOB) en el Pacto de Unidad. Este grupo ha incluido otras organizaciones en el pasado.[cita requerida]
Durante la Asamblea Constituyente boliviana se formó una alianza mayor, la Coordinación Nacional para el Cambio (CONALCAM), que incluye a ejecutivos y legisladores del MAS-IPSP, así como a organizaciones de movimientos sociales.[cita requerida]

### Prensa
MAS-IPSP publica a través de Soberanía.

## Autoridades gubernamentales

### Presidente de Bolivia
| Cargo      | Imagen          | Nombre             | Motivo          | Mandato | Mandato |
| Cargo      | Imagen          | Nombre             | Motivo          | Inicio  | Fin     |
| ---------- | --------------- | ------------------ | --------------- | ------- | ------- |
| Presidente |                 | Evo Morales Ayma   | Elecciones 2005 | 2006    | 2010    |
| Presidente | Elecciones 2009 | Evo Morales Ayma   | 2010            | 2015    |         |
| Presidente | Elecciones 2014 | Evo Morales Ayma   | 2015            | 2019    |         |
| Presidente |                 | Luis Arce Catacora | Elecciones 2020 | 2020    | 2025    |

### Vicepresidente de Bolivia
| Cargo          | Imagen          | Nombre               | Motivo          | Mandato | Mandato |
| Cargo          | Imagen          | Nombre               | Motivo          | Inicio  | Fin     |
| -------------- | --------------- | -------------------- | --------------- | ------- | ------- |
| Vicepresidente |                 | Álvaro García Linera | Elecciones 2005 | 2006    | 2010    |
| Vicepresidente | Elecciones 2009 | Álvaro García Linera | 2010            | 2015    |         |
| Vicepresidente | Elecciones 2014 | Álvaro García Linera | 2015            | 2019    |         |
| Vicepresidente |                 | David Choquehuanca   | Elecciones 2020 | 2020    | 2025    |

## Resultados electorales

### Presidenciales
|  | 20.94 % |

|  | 27.74 % |

|  | 53.72 % |

|  | 64.22 % |

|  | 63.36 % |

|  | 47.08 % |

|  | 55.11 % |

|  | 3.15 % |

### Parlamentarias
|  | 20.9 % |

|  | 53.7 % |

|  | 64.2 % |

|  | 61.4 % |

|  | 47.0 % |

|  | 55.1 % |

|  | 3.15 % |

### Referéndum
|  | 67.43 % |

|  | 61.43 % |

|  | 48.7 % |